# Malaysian Open 2014
Il Malaysian Open 2014 è stato un torneo di tennis giocato su campi in cemento indoor. È stata la 6ª edizione del Malaysian Open, che fa parte della categoria ATP World Tour 250 series nell'ambito dell'ATP World Tour 2014. Si è giocato al Bukit Jalil Sports Complex di Kuala Lumpur in Malaysia dal 22 al 28 settembre 2014.

## Partecipanti

### Teste di serie
| Nazionalità | Giocatore        | Ranking | Testa di serie* |
| ----------- | ---------------- | ------- | --------------- |
| Giappone    | Kei Nishikori    | 8       | 1               |
| Lettonia    | Ernests Gulbis   | 13      | 2               |
| Argentina   | Leonardo Mayer   | 25      | 3               |
| Francia     | Julien Benneteau | 29      | 4               |
| Uruguay     | Pablo Cuevas     | 38      | 5               |
| Portogallo  | João Sousa       | 39      | 6               |
| Spagna      | Pablo Andújar    | 44      | 7               |
| Australia   | Nick Kyrgios     | 51      | 8               |

* Le teste di serie sono basate sul ranking al 15 settembre 2014.

### Altri partecipanti
I seguenti giocatori hanno ricevuto una wildcard per il tabellone principale:
- Tarō Daniel
- Omar Jasika
- Filip Krajinović

I seguenti giocatori sono passati dalle qualificazioni:

- Philipp Oswald
- Philipp Petzschner
- Kento Takeuchi
- James Ward

## Campioni

### Singolare
Kei Nishikori ha sconfitto in finale  Julien Benneteau per 7–6(4), 6-4.
- È il sesto titolo in carriera per Nishikori, il terzo del 2014.

### Doppio
Marcin Matkowski /  Leander Paes hanno sconfitto in finale  Jamie Murray /  John Peers per 3–6, 7–6(5), [10–5].